# 전조등

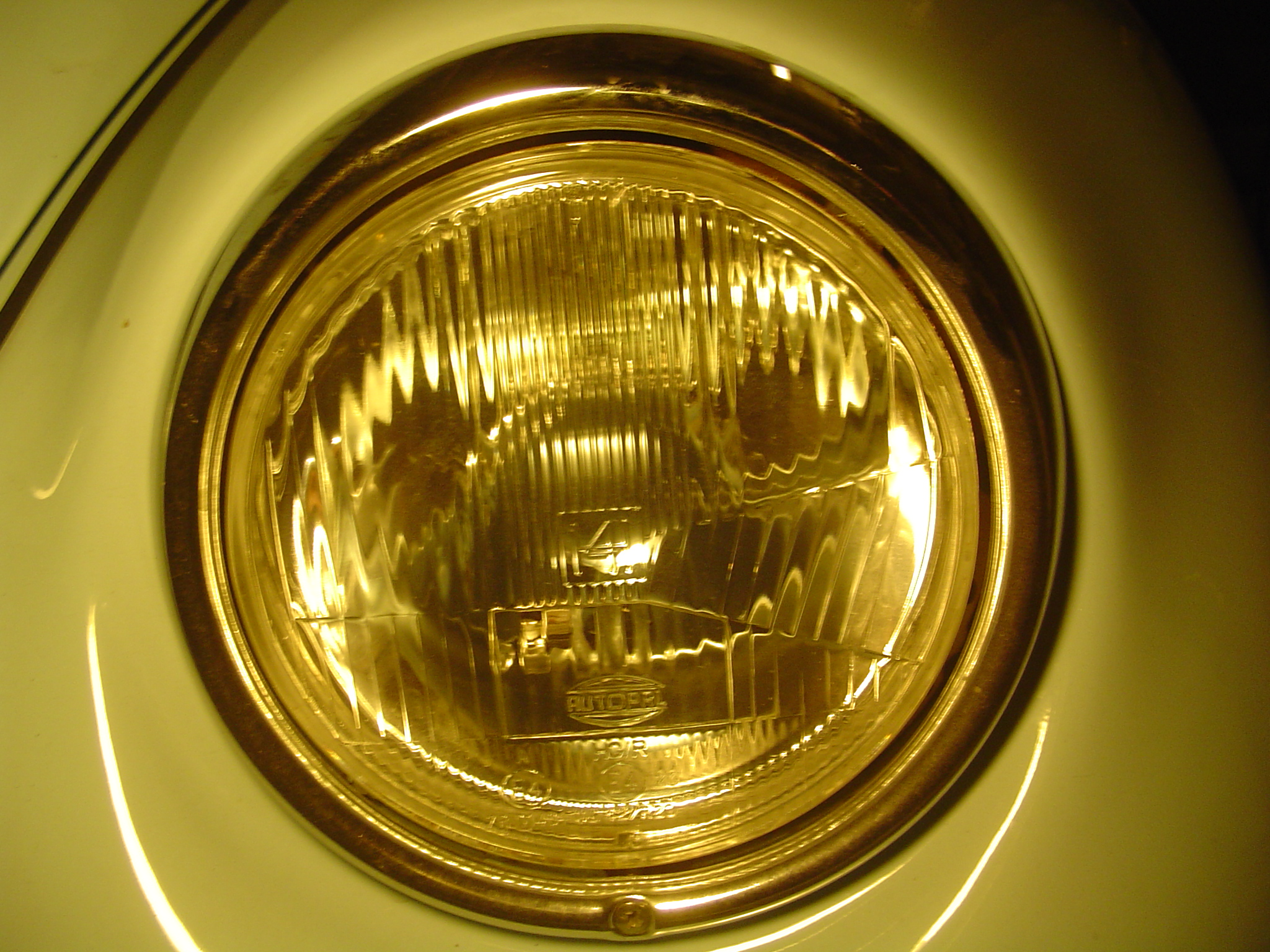
폭스바겐 비틀의 전조등.

전조등(前照燈) 또는 헤드램프(headlamp)는 자동차 또는 열차의 위치를 먼 곳에서 확인할 수 있도록 운전자나 승무원이 전방을 주시할 수 있는 앞을 비추는 차량 전면에 설치된 등이다. 
단, 자동차의 경우, 전조등이 아닌 안개등도 있다. 
하지만 안개등은 전조등과 비교해보면 켰을 때의 빛의 색깔이 다르다. 
때문에 일반적으로는 전조등만 켜주면 되지만, 안개가 끼었을 때에는 안개등만 켜주면 된다. 
켰을 때의 빛의 색깔이 흰색인 전조등과는 달리, 안개등은 켰을 때의 빛의 색깔이 노란색이기 때문이다. 
이 외에도, 자동차의 전조등하고 안개등은 켜 보았을 때 한쪽만 켜지지 않아도 수리를 받아야 한다. 
모터사이클이 오는 것으로 오인할 수 있기 때문이다.

## 같이 보기
- 자동차 조명